# Salle du Manège

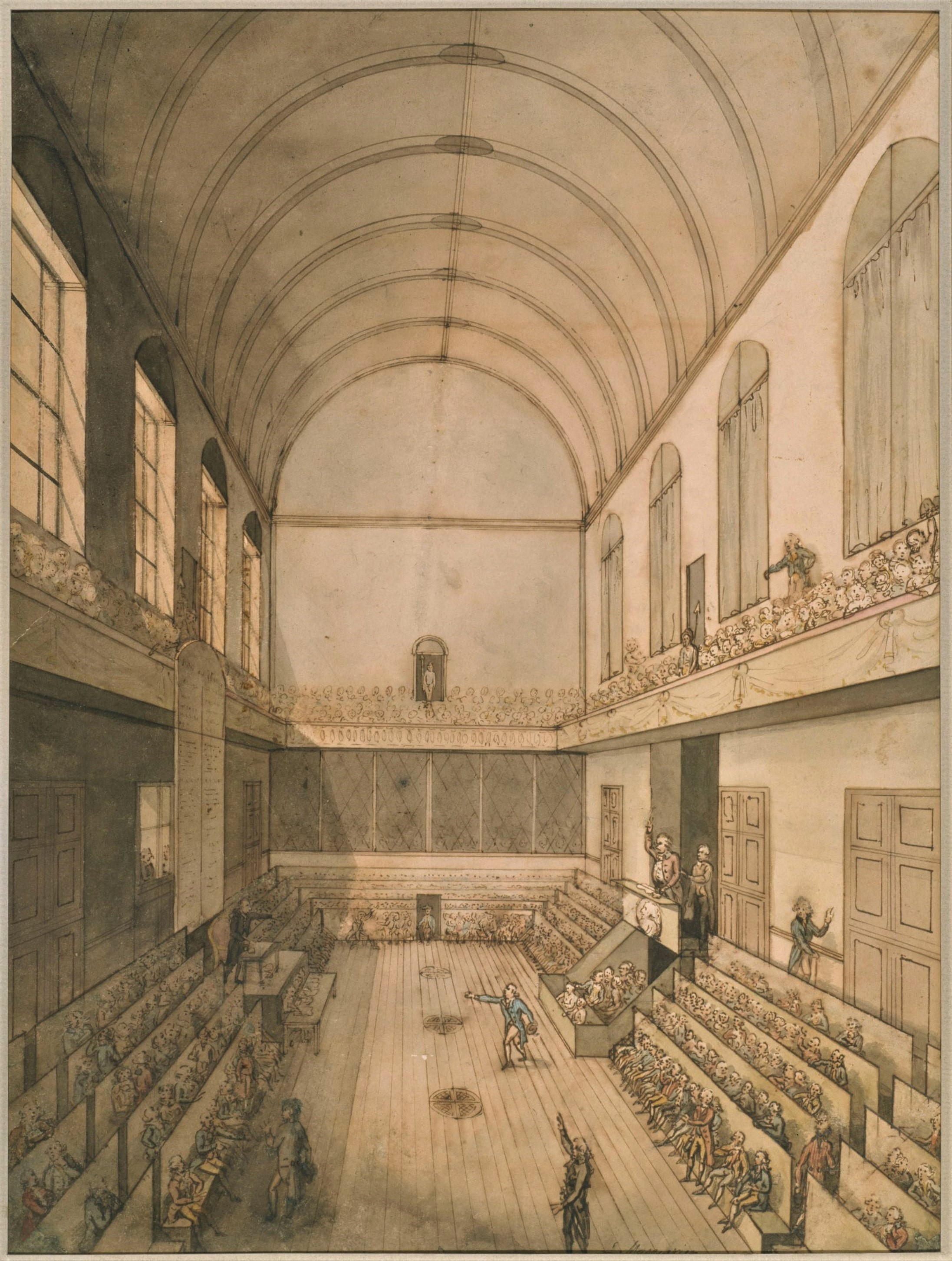
La Salle du Manège durante la Rivoluzione Francese

La Salle du Manège (in italiano: Sala del Maneggio) era una sala del Palazzo delle Tuileries che serviva da maneggio al coperto. Durante la Rivoluzione Francese, dal 1789 al 1798 fu sede della maggior parte delle deliberazioni degli Stati Generali.

## Storia

### Prima della Rivoluzione
Prima della Rivoluzione, la Salle du Manège, situata lungo l'ala nord dei giardini delle Tuileries, ad ovest del palazzo omonimo a Parigi, era sede dell'accademia equestre reale. Costruita all'epoca della Régence di Luigi XV, era utilizzata dal duca d'Orléans per praticare equitazione al coperto, quando le condizioni climatiche non gli consentivano di uscire all'aperto coi propri cavalli.

### La Rivoluzione francese
Il 9 novembre 1789 l'Assemblea Nazionale Costituente, ex Stati Generali, si spostò da Versailles a le Tuileries a seguito di Luigi XVI di Francia e si installò nella Salle du Manège, al piano terra del palazzo. Avendo nazionalizzato i beni della chiesa, l'Assemblée nationale, richiedendo più spazio di quello concesso dalla Manège, giunse ad occupare anche due conventi vicini, quello dei cappuccini (che ben presto ospitò la stamperia rivoluzionaria nel suo refettorio) e quello dei foglianti (la cui biblioteca ricevette gli archivi dell'Assemblea).
Le proporzioni della Salle du Manège, dieci volte più lunga della sua larghezza, offriva una pessima acustica per i dibattiti che si svolgevano sotto le sue alte volte. Sei file di banchi davano spazio ai deputati, ciascuna con una tribuna centrale, inizialmente pensata per accogliervi gli oratori alle sedute. Durante l'Assemblea Nazionale, i banchi erano occupati da conservatori come i monarchici, mentre quelli di sinistra dai giacobini e da altri radicali; questo schema proseguì anche durante l'Assemblea Legislativa, nella quale ad ogni modo i conservatori vennero rimpiazzati con partiti più liberali come i foglianti (che dal monastero vicino appunto prendevano il loro nome). Dopo che la Convenzione Nazionale venne convocata nel 1792, i montagnardi occuparono i banchi di sinistra, mentre i girondini, dopo alcune esitazioni, sostituirono i foglianti.
Nel 1795, durante il Direttorio, il Consiglio dei Cinquecento sedette al Manège sino al 1798 quando venne trasferito al Palais Bourbon. Nel 1799 il club dei giacobini pose qui il proprio quartier generale.